# Сок-фокс
Сок-фокс (Саук-фокс, мескуаки-фокс, также фокс и саук, мескуаки; Meskwaki-Othawaki) — индейский язык, принадлежащий к алгонкинской подсемье языков. На нём говорит около 200—300 человек — члены племен фокс, сок, проживающие в основном в штатах Среднего Запада США.
Распадается на два диалекта: фокс (мескуаки) и саук. Близкородственный язык кикапу, на котором говорит одноименное племя, часто рассматривается в качестве диалекта (число его носителей достигает 1200 человек).
Большинство говорящих на фокс — люди среднего и старшего поколения. Образовательные программы на языке отсутствуют. Язык находится под угрозой исчезновения.

## Фонология
Ниже приведены согласные фонемы саук-фокс. Имеется восемь гласных: четыре кратких /a, e, i, o/ и четыре долгих /aː, eː, iː, oː/.
|                     | Губные | Альвеолярные | Постальвеолярные или палатальные | Велярные | Глоттальные |
| ------------------- | ------ | ------------ | -------------------------------- | -------- | ----------- |
| Смычные и аффрикаты | p      | t            | ʧ                                | k        |             |
| Фрикативные         |        | s            | ʃ                                |          | h           |
| Носовые             | m      | n            |                                  |          |             |
| Полугласные         | w      |              | j                                |          |             |

Существуют также пред-придыхательные смычные и аффрикаты: /ʰp ʰt ʰʧ ʰk/. Единственным сочетанием согласных является, по-видимому, ʃk, после каждого согласного следует полугласный звук.

## Различия внутри группы
Саук и фокс имеют одинаковую грамматику, в основном ту же лексику и произношение. Основная разница состоит в том, что там, где в фокс употребляется звук /s/, в саук употребляется /θ/, также есть различия в чёткости произношения кратких гласных.
В кикапу явно выражена тональность (4 тона: высокий, низкий, восходящий и нисходящий), в то время как в саук-фокс эта черта менее заметна.

## История
Исторически данная группа племён проживала в районе Великих озёр в современных Мичигане, Иллинойсе и Висконсине, но колонизация вызвала значительные кровавые конфликты. В результате войн с французами (Войны фоксов) численность фоксов сократилась до 500 человек, которые вынуждены были прибегнуть к покровительству своих родичей саук. Создавшийся союз племён саук, фокс и кикапу в дальнейшем стал, под влиянием британских союзников, ядром войны с колонизаторами из США (Война Чёрного Ястреба), которая значительно сократила их число и вытеснила их на мексиканскую территорию. Считается, что лучше всего в группе сохранился язык индейцев кикапу в Мексике, где они менее подверглись ассимиляции.
В дальнейшем часть индейцев группы вернулась в США.
В штате Айова им была предоставлена возможность приобрести землю (что не соответствовало законодательству США того времени) — Мескуоки-Сеттлмент, благодаря чему они сохранили дисперсность проживания и остались сравнительно благополучным индейским племенем.
Индейцы фокс штата Айова (в настоящее время предпочитается название мескуаки) использовали свой язык в качестве шифра для передачи сообщений Армии США во Второй мировой войне.